# Gericht der Europäischen Union
Das Gericht der Europäischen Union (EuG, vor dem Vertrag von Lissabon Gericht Erster Instanz oder kurz GEI genannt) ist ein eigenständiges europäisches Gericht und zugleich die Vorinstanz des Europäischen Gerichtshofs. Gemeinsam mit diesem bildet es den Gerichtshof der Europäischen Union. Die amtliche Bezeichnung in den europäischen Verträgen ist nur kurz „Gericht“.
Das Gericht wurde ursprünglich durch den Beschluss 88/591/EGKS, EWG, Euratom des Rates vom 24. Oktober 1988 zur Entlastung des Europäischen Gerichtshofes geschaffen und hat seinen Sitz in Luxemburg.

## Zusammensetzung
Die Zahl der Richter wird gemäß Artikel 254 AEUV in der Satzung des Gerichtshofs der Europäischen Union festgelegt. Nach Artikel 48 von Protokoll 3 dieser Satzung setzt sich das Gericht seit dem 1. September 2019 aus zwei Richtern je Mitgliedstaat zusammen. Das Gericht besteht derzeit aus 54 Richtern.
Die Richter werden durch einen einstimmigen Beschluss der Regierungen der Mitgliedstaaten nach Anhörung des gemäß Art. 255 AEUV gebildeten Expertenausschusses für eine sechsjährige Amtszeit ernannt, was de facto einem einstimmigen Beschluss des Rates der Europäischen Union entspricht. Dem Gericht sitzt ein Präsident vor, der aus der Mitte der Richter gewählt wird.
Anders als beim Europäischen Gerichtshof (EuGH) gibt es beim Gericht keine ständigen Generalanwälte. Diese Tätigkeit kann jedoch von einem zu diesem Zweck bestimmten Richter ausgeübt werden.
Mit der Schaffung des Gerichts wurde auf europäischer Ebene ein zweistufiges Gerichtssystem geschaffen. Gegen alle Entscheidungen des Gerichts kann beim Europäischen Gerichtshof ein auf Rechtsfragen beschränktes Rechtsmittel eingelegt werden, vergleichbar der Revision im deutschen Recht.
Das Gericht entscheidet in der Regel nicht im Plenum aller Richter, sondern durch Spruchkörper (Kammern), die jeweils für bestimmte Rechtsbereiche zuständig und mit drei oder mit fünf Richtern besetzt sind. In bestimmten Fällen kann auch ein Einzelrichter entscheiden. In besonders bedeutsamen Rechtssachen kann auch die Große Kammer oder das Plenum tagen. Seit dem Vertrag von Nizza besteht ferner die Möglichkeit, zur Entlastung des Gerichts Fachgerichte (im Vertrag von Nizza Gerichtliche Kammern genannt) einzurichten, die ihrerseits dem Gericht nachgeordnet sind.

## Verfahrensordnung
Die Organisation des Gerichts, die Zuständigkeiten und das gerichtliche Verfahren ist in der eigenen Verfahrensordnung geregelt, welche im Amtsblatt der Europäischen Union veröffentlicht wurde.
Die VerfO ist gegliedert in:
- Eingangsbestimmungen
- Erster Titel Organisation des Gerichts
- Zweiter Titel Sprachenregelung
- Dritter Titel Klageverfahren
- Vierter Titel Rechtsstreitigkeiten betreffend die Rechte des geistigen Eigentums
- Fünfter Titel Verfahren nach Aufhebung in der Rechtsmittelinstanz und Zurückverweisung
- Sechster Titel Vorlagen zur Vorabentscheidung
- Schlussbestimmungen

Sowohl im schriftlichen als auch im mündlichen Verfahren herrscht Anwaltszwang. Die Verfahrenssprache wird regelmäßig vom Kläger bestimmt.

## Zuständigkeiten
Das Gericht entscheidet über
- Klagen von natürlichen und juristischen Personen auf Nichtigerklärung von Handlungen von Organen, Einrichtungen oder sonstigen Stellen der Europäischen Union, die an sie gerichtet sind oder sie unmittelbar und individuell betreffen (dabei handelt es sich z. B. um die Klage eines Unternehmens gegen einen Beschluss der Kommission, mit dem ihm eine Geldbuße auferlegt wird)
- Klagen gegen Rechtsakte mit Verordnungscharakter, die sie unmittelbar betreffen und keine Durchführungsmaßnahmen nach sich ziehen
- Klagen dieser Personen auf Feststellung, dass diese Organe, Einrichtungen oder sonstigen Stellen es zu unterlassen haben, einen Beschluss zu fassen
- Klagen von Mitgliedstaaten gegen die Europäische Kommission und gegen den Rat der Europäischen Union in Bezug auf Maßnahmen im Bereich der staatlichen Beihilfen, handelspolitische Schutzmaßnahmen („Dumping“) und Maßnahmen, mit denen der Rat Durchführungsbefugnisse wahrnimmt
- Klagen auf Schadensersatz von Organen, Einrichtungen oder sonstigen Stellen der Europäischen Union oder ihren Bediensteten verursachte Schäden
- Klagen im Bereich des geistigen Eigentums gegen das Amt der Europäischen Union für geistiges Eigentum (EUIPO) und gegen das Gemeinschaftliche Sortenamt (CPVO)
- Rechtsstreitigkeiten zwischen den Organen der Europäischen Union und ihrem Personal über die Arbeitsbeziehungen und die Sozialversicherung[5]
- sonstige Klagen auf der Grundlage von Verträgen, die von der Europäischen Union geschlossen wurden und ausdrücklich die Zuständigkeit des Gerichts vorsehen

## Reformen
Das Gericht der Europäischen Union hatte über den größten Teil seiner Geschichte einen Rückstau von unbearbeiteten Fällen zu bewältigen. Nach 2010 wurde die Belastung so hoch und die Verfahrensdauer so lang, dass die Parteien im großen Stil Schadensersatz wegen überlanger Verfahren nach Artikel 47 geltend machten. Interne Reformen konnten bis Ende 2014 den Rückstau um rund 80 % reduzieren und in den ersten vier Monaten des Jahres 2015 wurden mehr Fälle abgeschlossen, als neu eingereicht wurden.
Seit 2011 wurden verschiedene Reformpläne vorgelegt, darunter die Ausgliederung weiterer Fachgerichte, etwa für Immaterialgüterrecht oder Wettbewerbsrecht. Ende 2014 legte der Gerichtshof den Plan vor, die Zahl der Richter am Gericht über einen mehrjährigen Zeitraum zu verdoppeln, um nach der Übergangszeit zwei Richter pro Mitgliedsstaat zu haben. Der Rat stimmte dem Mitte 2015 zu. Kritiker empfehlen statt einer Erhöhung der Zahl der Richter eine veränderte Arbeitsweise und weitere interne Reformen.
Am 27. Februar 2024 beschloss das EU-Parlament eine Änderung der Satzung des Europäischen Gerichtshofs (EuGH), die es unter anderem mit sich bringt, dass das Gericht der Europäischen Union (EuG) über Vorabentscheidungsverfahren in bestimmten Gebieten zuständig wird, für die zuvor der EuGH zuständig war. Es handelt sich um folgende Gebiete: Gemeinsames Mehrwertsteuersystem, Verbrauchsteuern, Zollkodex, zolltarifliche Einreihung von Waren in die Kombinierte Nomenklatur, Ausgleichs- und Unterstützungsleistungen für Flug- und Fahrgäste im Fall der Nichtbeförderung, bei Verspätung oder bei Annullierung von Transportleistungen, System für den Handel mit Treibhausgasemissionszertifikaten.
Die Änderung ist zum 1. September 2024 in Kraft getreten. Es wurde eine sog. „mittlere Kammer“ mit neun Richterinnen und Richtern unter dem Vorsitz der Vizepräsidentin oder des Vizepräsidenten des Gerichts eingerichtet. Das Vorabentscheidungsersuchen vor dem Gericht erfolgt nach den Grundzügen der Ersuchen vor dem EuGH.